# Isla genómica
Una isla genómica es una parte de un genoma de la que se tienen evidencias de haber sido originada por transferencia horizontal de genes.  Puede codificar para diferentes funciones, estar involucrada en simbiosis o patogénesis, y puede ayudar en la adaptación de un organismo.  La misma isla genómica puede encontrarse en especies lejanamente relacionadas como resultado de diversos tipos de transferencia horizontal de genes (transformación, conjugación, transducción), lo que puede determinarse por análisis de composición de bases, además de  análisis filogenéticos.   
Un buen número de los sistemas de secreción III y IV, por ejemplo, se localizan sobre estas islas genómicas del ADN.  
Las islas genómicas se caracterizan por su gran tamaño (usualmente ente 10Kb y 500Kb), por su frecuente asociación con genes codificantes de ARNt, así como por un contenido GC diferente cuando se compara con el resto del genoma.  Muchas islas genómicas están flanqueadas por estructuras repetidas, y contienen fragmentos de elementos móviles como  fagos y plásmidos.  Algunas islas pueden extraerse a sí mismas de forma espontánea desde el cromosoma, y pueden transferirse a otros destinatarios apropiados.